# Suweren
Suweren (fr. souverain, najwyższy i ang. sovereign, suwerenny) – podmiot sprawujący niezależną władzę zwierzchnią.
Prawa suwerena przynależą: urzędującym monarchom, pretendentom do tronów i tytularnym monarchom, papieżowi, niektórym wschodnim patriarchom (np. patriarsze Konstantynopola) oraz narodom rządzącym się w systemie demokratycznym (gdzie funkcjonuje zasada suwerenności ludu).

## Polska
W Rzeczypospolitej Polskiej na podstawie art. 4 Konstytucji RP suwerenem jest naród (ust. 1), który sprawuje władzę przez swoich przedstawicieli lub bezpośrednio (ust. 2).

## Wielka Brytania
W Wielkiej Brytanii mianem tym opatruje się całą rodzinę królewską, która stanowi oficjalną instytucję tego państwa i jest formalnie częścią jego parlamentu. Na czele rodziny królewskiej stoi aktualnie panujący król lub królowa. Do rodziny tej zaliczani są:
- rodzice i bezpośrednie rodzeństwo panującego króla oraz ich małżonkowie,
- dzieci i wnuki panującego króla oraz ich współmałżonkowie (chyba że z jakichś powodów zostaną wykluczeni z rodziny królewskiej).

Wszyscy członkowie rodziny królewskiej, ze względu na to, że są formalnie członkami ciała parlamentarnego, otrzymują pensję, fundusz reprezentacyjny i zakres obowiązków, którego szczegóły są uchwalane przez Izbę Lordów.